# Гальтонія
Гальтонія або Галтонія (лат. Galtonia) — рід рослин родини Hyacinthaceae. Походить з Південної Африки. Рід названо на честь сера Френсіса Гальтона. Деякі вчені рід гальтонія вважають підродом Ornithogalum, у той час як інші виділяють його у окремий рід.

## Ботанічний опис
Гальтонія — багаторічна цибулинна рослина висотою від 50 см до150 см.
Листки приземні, ремнеподібні, жолобчасті, голі, соковиті.
Квітки білі, пониклі, запашні, схожі на дзвоники, завдовжки до 6 см та до 3 см в діаметрі. Суцвіття — пухка волоть. Оцвітина трубчато-лійкоподібна, неопадаюча.
Плід — коробочка.

## Види
Традиційно до роду відносять чотири види:
- Galtonia candicans (Baker) Decne.
- Galtonia princeps (Baker) Decne.
- Galtonia regalis Hilliard & B.L.Burtt
- Galtonia viridiflora Verdoorn